# Peter Wiedemann
Peter Wiedemann (ur. 23 października 1953 w Erlangen) – niemiecki okulista, specjalista schorzeń siatkówki (retinolog) i mikrochirurg okulistyczny, profesor medycyny Uniwersytetu w Lipsku, gdzie kieruje kliniką okulistyczną. 

## Życiorys
Studia medyczne odbył w latach 1973–1979 w Bochum i Erlangen, a także w Stanford (USA) oraz we francuskim Rennes (dyplom z medycyny uzyskał ostatecznie w Erlangen). W 1979 pracował w klinice w Ingolstadt. W okresie 1980–1982 pracował jako asystent w instytucie farmakologicznym Uniwersytetu Ludwika i Maksymiliana w Monachium. Następnie pracował jako okulista-instruktor w Doheny Eye Institute na Uniwersytecie Południowej Kalifornii w Los Angeles (1982–1983). Przez 10 lat (1983–1993) był lekarzem (najpierw asystentem, potem lekarzem naczelnym, niem. Oberarzt) w uniwersyteckiej klinice okulistycznej w Kolonii (niem. Universitätsaugenklinik Köln). W tym czasie uzyskał habilitację z okulistyki na Uniwersytecie Kolońskim (1987). 
W 1993 uzyskał stanowisko dyrektora uniwersyteckiej kliniki okulistycznej w Lipsku (niem. Universitätsaugenklinik Leipzig). W 2006 wykładał jako profesor wizytujący w IV Wojskowym Uniwersytecie Medycznym w chińskim Xi’an. W kadencji 2014–2016 był członkiem rady nadzorczej uniwersyteckiej kliniki okulistycznej w Lipsku. Był także prorektorem ds. rozwoju lipskiej uczelni (2003-2006).
W pracy badawczej i klinicznej zajmuje się głównie patogenezą i leczeniem (także chirurgicznym) schorzeń siatkówki. Autor i współautor licznych artykułów publikowanych w wiodących recenzowanych czasopismach okulistycznych, m.in. w „Graefe's Archive for Clinical and Experimental Ophthalmology" oraz „Acta Ophthalmologica".
Jest członkiem szeregu niemieckich oraz międzynarodowych towarzystw okulistycznych: Deutsche Ophthalmologische Gesellschaft (Niemieckiego Towarzystwa Okulistycznego, prezes w okresie 2008-2009), European Academy of Ophthalmology (od 2011) oraz Amerykańskiej Akademii Okulistyki. Od 2010 ma status silver fellow w amerykańskim Association for Research in Vision and Ophtalmology (ARVO).
W ramach organizacji International Council of Ophthalmology (ICO) pełnił kolejno funkcje: członka zarządu (od 2011), skarbnika (2014–2018) oraz przewodniczącego (od 2018). Z kolei w ramach European Vision and Eye Research (EVER) był w latach 2014–2018 szefem sekcji siatkówkowej. W okresie 2010–2018 był sekretarzem generalnym Academia Ophthalmologica Internationalis (AOI). Zaś w latach 2000–2006 był członkiem rady dyrektorów szwajcarskiego Klubu Julesa Gonina w Lozannie skupiającego specjalistów zajmujących się badaniami nad siatkówką.